# Les Côtes-de-Corps
Les Côtes-de-Corps è un comune francese di 68 abitanti situato nel dipartimento dell'Isère della regione dell'Alvernia-Rodano-Alpi.

## Società

### Evoluzione demografica
Abitanti censiti